# Hidekaz Himaruya
Hidekaz Himaruya (日丸屋 秀和; Kōriyama, 8 maggio 1985) è un fumettista giapponese, creatore della serie Hetalia Axis Powers.

Himaruya ha iniziato a disegnare il webmanga di Hetalia Axis Powers quando ancora era alla scuola di design di New York e la serie è ancora in corso. Attualmente posta anche disegni della sua vita e sketch sul blog "The Bamboo Thicket".
A parte Hetalia, il suo sito "Kitayume" (creato il 19 giugno del 2003) viene usato per mostrare altri suoi progetti di manga.
Himaruya ha vissuto a New York dal lontano 2006 fino al 2009, quando tornò in Giappone per seguire meglio la pubblicazione del manga Hetalia, l'uscita dell'anime e il suo contratto con Comic Birz.

## Opere
- Hetalia Axis Powers (2006-2013), pubblicato sulla rivista Comic Birz di Gentōsha.
- Chibisan Date (2009-2013), pubblicato sulla rivista Comic Birz di Gentōsha.
- Taishō rōman oni-san yameteee! (2013-2014), pubblicato sulla rivista Jump SQ di Shūeisha.
- Hetalia World★Stars (2014-in corso), pubblicato sulla rivista Shonen Jump + di Shūeisha.
- Souri kurabu (2021-in corso), pubblicato sulla rivista Jump SQ di Shūeisha.